# Ichneumon salutator
Ichneumon salutator là một loài tò vò trong họ Ichneumonidae.